# Susan Whetnall

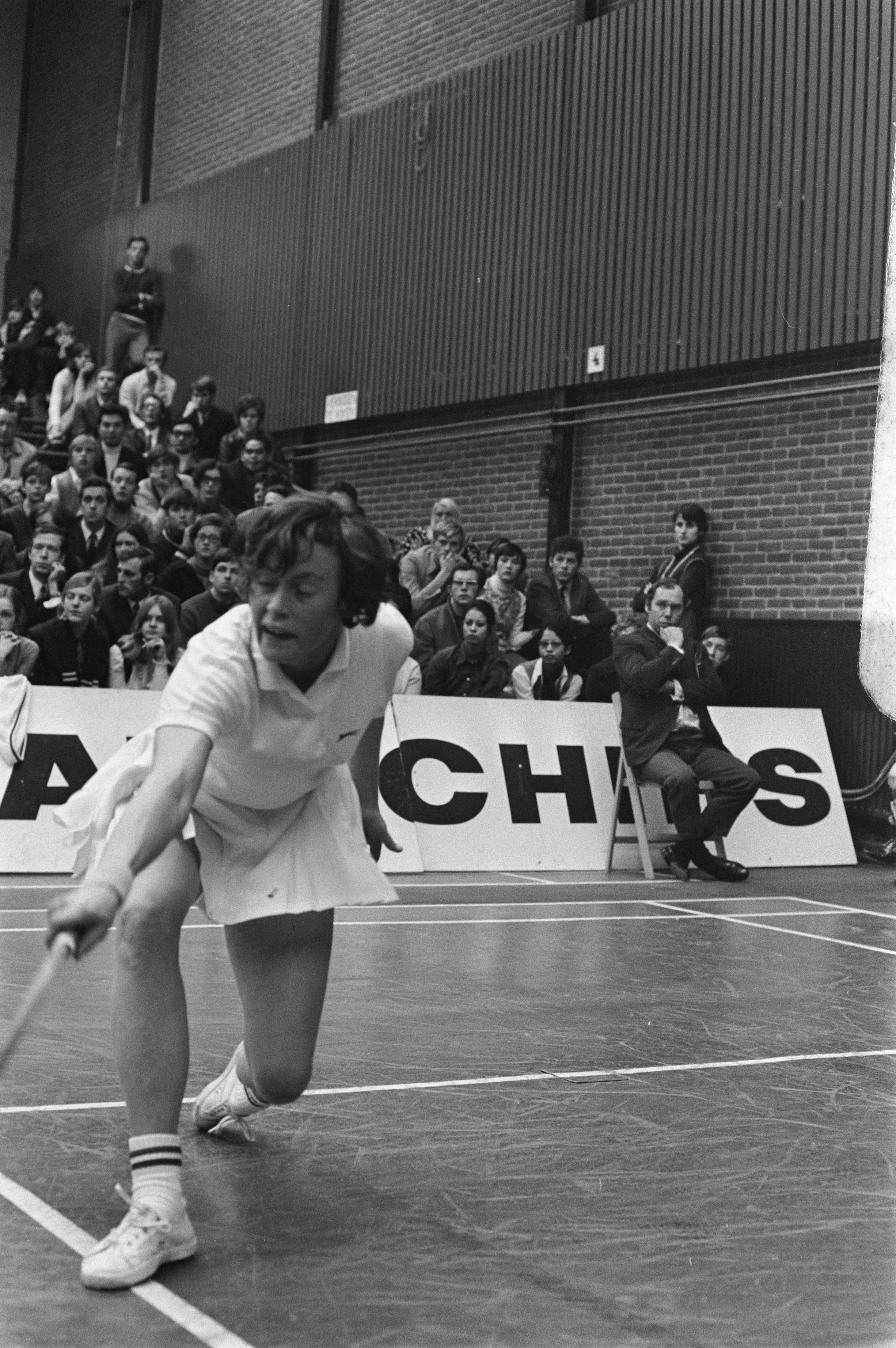
Susan Whetnall 1970

Susan „Sue“ Whetnall (* 11. Dezember 1942 in Swanley, geborene Susan Pound) ist eine ehemalige englische Badmintonspielerin. Paul Whetnall ist ihr Ehemann.

## Karriere
Sue Whetnall gewann 1974 und 1978 Gold bei der Europameisterschaft mit dem englischen Team. 1976 erkämpfte sie sich den ersten Platz bei der Europameisterschaft im Damendoppel mit Gillian Gilks. In ihrer langen Karriere gewann sie alle großen Titel, nur die Einführung offizieller Weltmeisterschaften 1977 kam für sie zu spät.

## Erfolge
| Saison | Veranstaltung                             | Disziplin   | Platz | Name |
| ------ | ----------------------------------------- | ----------- | ----- | --- |
| 1961   | England: Einzelmeisterschaft der Junioren | Damendoppel | 1     | Anita Price / Sue Pound |
| 1967   | Irish Open                                | Damendoppel | 1     | Margaret Boxall / Sue Pound |
| 1967   | England: Einzelmeisterschaften            | Damendoppel | 1     | Sue Pound / Margaret Boxall |
| 1968   | Europameisterschaft                       | Mixed       | 1     | Tony Jordan / Susan Whetnall |
| 1968   | Scottish Open                             | Mixed       | 1     | Tony Jordan / Sue Pound |
| 1968   | Europameisterschaft                       | Damendoppel | 1     | Margaret Boxall / Susan Whetnall |
| 1968   | Dutch Open                                | Damendoppel | 1     | Margaret Boxall / Sue Pound |
| 1968   | England: Einzelmeisterschaften            | Damendoppel | 1     | Sue Pound / Margaret Boxall |
| 1968   | All England                               | Mixed       | 1     | Tony Jordan / Sue Pound |
| 1969   | England: Einzelmeisterschaften            | Damendoppel | 1     | Susan Whetnall / Margaret Boxall |
| 1969   | Belgian International                     | Damendoppel | 1     | Margaret Boxall / Susan Whetnall |
| 1969   | All England                               | Damendoppel | 1     | Margaret Boxall / Sue Whetnall |
| 1969   | Irish Open                                | Damendoppel | 1     | Margaret Boxall / Susan Whetnall |
| 1969   | Swedish Open                              | Damendoppel | 1     | Margaret Boxall / Susan Whetnall |
| 1969   | Südafrikanische Meisterschaft             | Damendoppel | 1     | Margaret Boxall / Susan Whetnall |
| 1969   | German Open                               | Mixed       | 1     | Tony Jordan / Susan Whetnall |
| 1969   | Scottish Open                             | Mixed       | 1     | Roger Mills / Susan Whetnall |
| 1969   | Scottish Open                             | Damendoppel | 1     | Margaret Boxall / Susan Whetnall |
| 1969   | Irish Open                                | Mixed       | 1     | Tony Jordan / Susan Whetnall |
| 1970   | Canadian Open                             | Mixed       | 1     | Ippei Kojima / Susan Whetnall |
| 1970   | All England                               | Damendoppel | 1     | Margaret Boxall / Sue Whetnall |
| 1970   | Europameisterschaft                       | Mixed       | 1     | David Eddy / Susan Whetnall |
| 1970   | Europameisterschaft                       | Damendoppel | 1     | Margaret Boxall / Susan Whetnall |
| 1970   | Canadian Open                             | Damendoppel | 1     | Susan Whetnall / Margaret Boxall |
| 1970   | England: Einzelmeisterschaften            | Damendoppel | 1     | Susan Whetnall / Margaret Boxall |
| 1970   | Dutch Open                                | Damendoppel | 1     | Margaret Boxall / Susan Whetnall |
| 1970   | All England                               | Mixed       | 3     | Tony Jordan / Susan Whetnall |
| 1970   | Scottish Open                             | Damendoppel | 1     | Margaret Boxall / Susan Whetnall |
| 1970   | Dutch Open                                | Dameneinzel | 1     | Susan Whetnall |
| 1974   | Europameisterschaft                       | Damendoppel | 2     | Susan Whetnall / Nora Gardner |
| 1974   | Europameisterschaft                       | Mannschaft  | 1     | England (Gillian Gilks, Susan Whetnall, Derek Talbot, Margaret Beck, Ray Stevens, Elliott Stuart)                                                     |
| 1974   | All England                               | Damendoppel | 2     | Margaret Boxall / Sue Whetnall |
| 1974   | Europameisterschaft                       | Mixed       | 2     | Elliot Stuart / Susan Whetnall |
| 1974   | All England                               | Mixed       | 1     | David Eddy / Sue Whetnall |
| 1974   | Scottish Open                             | Damendoppel | 1     | Margaret Boxall / Susan Whetnall |
| 1975   | Dutch Open                                | Damendoppel | 1     | Susan Whetnall / Nora Gardner |
| 1975   | Dutch Open                                | Mixed       | 1     | David Eddy / Susan Whetnall |
| 1975   | Südafrikanische Meisterschaft             | Damendoppel | 1     | Sue Whetnall / Barbara Giles |
| 1975   | Südafrikanische Meisterschaft             | Mixed       | 1     | Paul Whetnall / Susan Whetnall |
| 1975   | Swedisch Open                             | Damendoppel | 1     | Barbara Giles / Susan Whetnall |
| 1975   | England: Einzelmeisterschaften            | Damendoppel | 1     | Susan Whetnall / Margaret Boxall |
| 1975   | Schweden: Internationale Meisterschaften  | Mixed       | 2     | Stuart / Susan Whetnall |
| 1976   | US Open                                   | Damendoppel | 1     | Gillian Gilks / Susan Whetnall |
| 1976   | Scottish Open                             | Damendoppel | 1     | Gillian Gilks / Susan Whetnall |
| 1976   | German Open                               | Damendoppel | 1     | Gillian Gilks / Susan Whetnall |
| 1976   | England: Einzelmeisterschaften            | Damendoppel | 1     | Susan Whetnall / Gillian Gilks |
| 1976   | US Open                                   | Mixed       | 1     | David Eddy / Susan Whetnall |
| 1976   | Europameisterschaft                       | Dameneinzel | 3     | Susan Whetnall |
| 1976   | All England                               | Damendoppel | 1     | Gillian Gilks / Sue Whetnall |
| 1976   | Europameisterschaft                       | Damendoppel | 1     | Gillian Gilks / Susan Whetnall |
| 1976   | Dutch Open                                | Damendoppel | 1     | Susan Whetnall / Gillian Gilks |
| 1978   | Europameisterschaft                       | Mannschaft  | 1     | England (Ray Stevens, Mike Tredgett, Derek Talbot, Karen Bridge, Jane Webster, Nora Perry, Barbara Sutton, Anne Statt, Gillian Gilks, Susan Whetnall) |

## Bibliographie
- Paul Whetnall, Sue Whetnall: Badminton, Pelham Books, London 1975